# Batería de níquel-hierro
La batería de níquel-hierro (batería de NiFe) es una batería recargable que tiene Óxido de níquel (III)-hidróxido en la placas positivas y hierro en las negativas, con un electrolito de hidróxido de potasio. Los materiales activos se mantienen en tubos de acero niquelados o bolsas perforadas. Es una batería muy robusta que es tolerante al abuso, (sobrecarga, descarga profunda y cortocircuitos) y puede tener muy larga vida, incluso tratada así. A menudo se utiliza en situaciones de copia de seguridad en las que se puede cargar de forma continua y puede durar más de 20 años. Debido a su bajo consumo de energía específica, mala retención de carga y el alto costo de producción, otros tipos de baterías recargables han desplazado a la batería de níquel-hierro en la mayoría de las aplicaciones.